# Камышевидник обыкновенный
Камышевидник обыкновенный, или Камышевидник голосхенус (лат. Scirpoides holoschoenus) — вид многолетних травянистых растений рода Камышевидник (Scirpoides) семейства Осоковые (Cyperaceae).

## Ботаническое описание

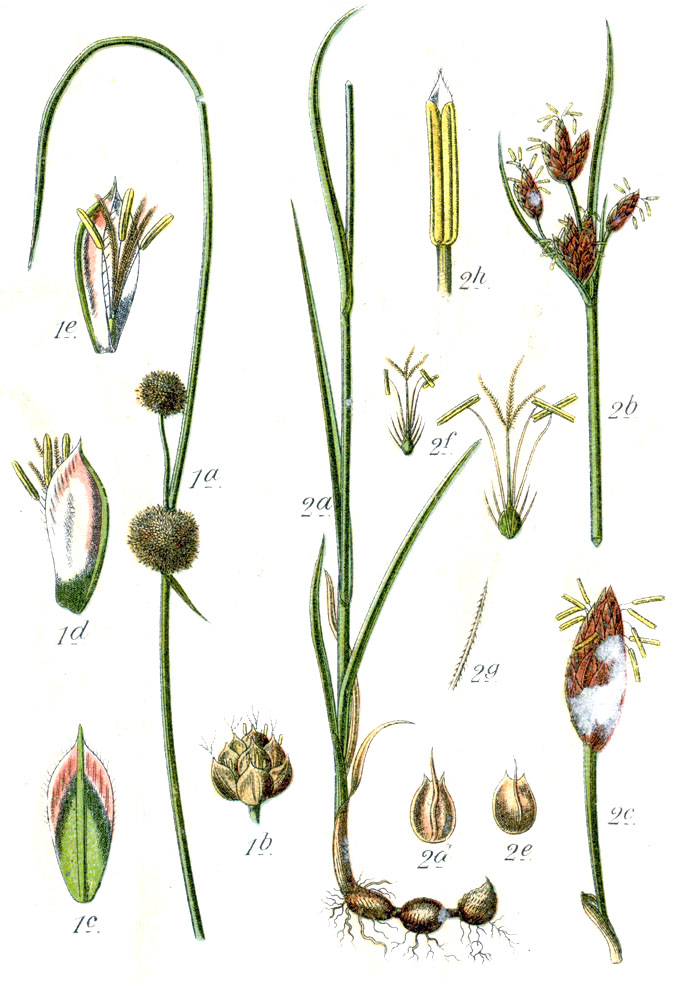
Камышевидник обыкновенный (под цифрой 1).

Многолетние травянистые густодернистые растения, (15)30—100(130) см высотой. Корневище толстое, крепкое, ползучее, укороченное, несёт многочисленные, рядом стоящие стебли, образующие плотные дерновины. Стебли простые, цилиндрические, в основании расширенные, в верхней части плоскожелобчатые, до 3 мм в диаметре.
Листья (кроме верхних) редуцированы до коротких, нижних почти яйцевидных, по краю сетчато-плёнчатых, буровато-желтоватых влагалищ. Прицветные (верхние) листья длинные, нитевидно-желобчатые, жёсткие, тускло-зелёные, в числе 1—2, редко больше; нижний из которых (верхушечный) очень длинный, прямостоячий, вверх направленный, образующий как бы продолжение стебля, из-за чего соцветие кажется боковым; другие меньше, отстоящие.
Общее соцветие верхушечное, ложнобоковое, зонтиковидное, сложное, состоящее из отдельных плотных, многоколосковых, шаровидных соцветий — головок, (4)10—15(18) мм в диаметре, в числе (1)2—4(6), центральный из которых (редко 2—3) сидячий, остальные на ножках.
Колоски мелкие, яйцевидные, сидячие, многоцветковые, 2,5(3)—3,5(4) мм длиной, пурпурные, в стадии цветения желтоватые из-за выступающих пыльников. Кроющие чешуи обратнояйцевидные или широкообратнояйцевидные, сильновыпуклые, пурпурово-бурые или зеленоватые, (1,5)1,8—2(2,25) мм длиной, спирально расположенные, покрытые щетинками, по краям короткореснитчатые, по спинке с зеленоватым килем, на верхушке с острием 0,2—0,3 мм длиной.
Цветки обоеполые, сидячие в пазухах кроющих чешуй. Околоцветник (околоцветные щетинки) отсутствует. Тычинок 3; пыльники линейные, 1—1,5 мм длиной. Завязь верхняя, одногнёздная. Столбик короткий, с тремя ворсинчатыми рыльцами.
Плод — черноватый или чёрно-бурый, обратнояйцевидный или широкообратнояйцевидный, трёхгранный орешек, 1—1,5 мм длиной и ⅔ мм шириной, рёбра утолщённые, поверхность поперечно-морщинистая, носик 0,3 мм длиной.

## Систематика

### Синонимы
- Cyperus holoschoenus (L.) Missbach & E.H.L.Krause (1900), nom. illeg.
- Holoschoenus vulgaris Link (1827) — Голосхенус обыкновенный
- Isolepis holoschoenus (L.) Roem. & Schult. (1817)
- Scirpus holoschoenus L. (1753)basionym
- Scirpus holoschoenus subsp. euholoschoenus Briq. (1910), nom. inval.

### Внутривидовые таксоны
В рамках вида выделяют несколько подвидов:
- Scirpoides holoschoenus subsp. globifera (L.f.) Soják (1972)

- Holoschoenus globifer (L.f.) Rchb. (1830)
- Holoschoenus globiferus (L.f.) A.Dietr. (1833)
- Isolepis globulifera Steud. (1855)
- Scirpoides globifera (L.f.) Soják (1972)
- Scirpus globifer L.f. (1782)basionym
- Scirpus holoschoenus subsp. globiferus (L.f.) Husn. (1906)
- Scirpus holoschoenus var. globiferus (L.f.) Parl. (1852)

- Scirpoides holoschoenus (L.) Soják subsp. holoschoenus

- Holoschoenus australis (L.) Rchb. (1830)
- Holoschoenus diphyllus Montandon (1856)
- Holoschoenus exserens Rchb. (1830)
- Holoschoenus filiformis Rchb. (1830)
- Holoschoenus globuliferus (Boiss.) Grossh. (1927)
- Holoschoenus laxus Opiz (1852)
- Holoschoenus linnaei Rchb. (1830)
- Holoschoenus panormitanus (Parl.) Nyman (1882)
- Holoschoenus romanus (L.) Fritsch (1897)
- Holoschoenus romanus f. filiformis (Rchb.) Soó (1970)
- Holoschoenus romanus f. monocephalus (Waisb.) Soó (1970)
- Holoschoenus romanus var. australis (L.) Bech. (1929)
- Holoschoenus tuberculatus Rchb. (1830)
- Holoschoenus vulgaris subsp. panormitanus (Parl.) Nyman (1882)
- Holoschoenus vulgaris subvar. albovittatus Rchb. ex Nyman (1882), nom. nud.
- Holoschoenus vulgaris var. australis (L.) Nyman (1882)
- Holoschoenus vulgaris var. filiformis (Rchb.) Nyman (1882)
- Holoschoenus vulgaris var. romanus (L.) Vis. (1842)
- Holoschoenus vulgaris var. typicus Halácsy (1904), nom. inval.
- Isolepis australis (L.) G.Don (1830)
- Isolepis exserens (Rchb.) Bluff, Nees & Schauer (1836)
- Isolepis filiformis (Rchb.) Bluff, Nees & Schauer (1836), nom. illeg.
- Isolepis fontana Steud. (1855)
- Isolepis holoschoenus var. australis (L.) Roem. & Schult. (1817)
- Isolepis holoschoenus var. panormitana (Parl.) Tod. (1858)
- Isolepis holoschoenus var. romana (L.) Roem. & Schult. (1817)
- Isolepis linnaei (Rchb.) Bluff, Nees & Schauer (1836)
- Isolepis paniculata Gray (1821)
- Isolepis panormitana Parl. (1846)
- Isolepis poiretii Roem. & Schult. (1817)
- Isolepis romana (L.) Roem. & Schult. ex G.Don (1830)
- Isolepis sphaerophora Ehrenb. ex Boeckeler (1870)
- Scirpoides holoschoenus subsp. australis (L.) Soják (1972)
- Scirpoides holoschoenus subsp. panormitana (Parl.) Soják (1983)
- Scirpoides romana (L.) Soják (1972)
- Scirpus albovittatus Schur (1866), nom. inval.
- Scirpus australis L. (1774)
- Scirpus ellychniarius Molina (1782)
- Scirpus holoschoenus f. monosphaericus Podp. (1922)
- Scirpus holoschoenus proles linnaei  (Rchb.) Asch. & Graebn. (1904), nom. illeg.
- Scirpus holoschoenus subsp. australis (L.) Arcang. (1882)
- Scirpus holoschoenus subsp. romanus (L.) Mateo & Figuerola (1987)
- Scirpus holoschoenus var. australis (L.) Sm. (1800)
- Scirpus holoschoenus var. globuliferus Boiss. (1882)
- Scirpus holoschoenus var. macrostachyus Husn. (1906)
- Scirpus holoschoenus var. romanus (L.) DC. (1813)
- Scirpus intermedius Poir. (1805), nom. illeg.
- Scirpus longibracteatus Salzm. ex Rchb. (1830)
- Scirpus panormitanus (Parl.) Parl. (1852)
- Scirpus parlatoris Biv. ex Parl. (1852)
- Scirpus polymorphus Dulac (1867)
- Scirpus romanus f. monocephalus Waisb. (1905)
- Scirpus romanus L. (1753)
- Seidlia atrovirens Opiz (1826)

- Scirpoides holoschoenus subsp. thunbergii (Schrad.) Soják (1972)

- Holoschoenus thunbergii (Schrad.) A.Dietr. (1833)
- Isolepis thunbergiana Nees (1832)
- Isolepis thunbergii Schrad. (1821)basionym
- Scirpoides thunbergii (Schrad.) Soják (1972)
- Scirpus holoschoenus Thunb. (1811), nom. illeg.
- Scirpus holoschoenus var. thunbergii (Schrad.) C.B.Clarke (1894)
- Scirpus thunbergianus (Nees) Levyns (1944)
- Scirpus thunbergii (Schrad.) A.Spreng. (1828)